# 熱運動速度
熱運動速度（ねつうんどうそくど、英: thermal velocity, thermal speed）とは、気体、液体などを構成する粒子の熱運動の代表的な速度である。よって、この速度は温度によって間接的に測ることができる。専門的に言えば、この物理量はマクスウェル・ボルツマン分布におけるピーク幅を測ったものである。厳密に言えば、熱運動「速度」はスカラー量の速さであるのでベクトル「速度」ではないことに注意。
熱運動速度はあくまで「代表的な」速度であるから、実際に用いられている。
kB をボルツマン定数、T を温度、 m を粒子の質量とすると、相異なる熱運動速度の定義を後述のように書き下すことができる

## 一次元において
vth を各単一次元（各方向）に沿った粒子速度の二乗平均平方根により定義すると、次のように書ける。
{\displaystyle v_{\mathrm {th} }={\sqrt {\frac {k_{\mathrm {B} }T}{m}}}}
vth を各単一次元（各方向）に沿った粒子速度の大きさの平均と定義することもでき、次のように書ける。
{\displaystyle v_{\mathrm {th} }={\sqrt {\frac {2k_{\mathrm {B} }T}{\pi m}}}}
vth を熱分布ピークの 1/e 値幅と定義する、もしくは
vth をエネルギー kBT を持つ粒子の速度と定義するならば以下のように書ける。
{\displaystyle v_{\mathrm {th} }={\sqrt {\frac {2k_{\mathrm {B} }T}{m}}}}
上の定義のどれを採用しても、vth は以下の範囲に収まる。 
{\displaystyle v_{\mathrm {th} }=(1.1\pm 0.3){\sqrt {\frac {k_{\mathrm {B} }T}{m}}}}

## 三次元において
vth を粒子の速さの最頻値と定義すると以下のように書ける。
{\displaystyle v_{\mathrm {th} }={\sqrt {\frac {2k_{\mathrm {B} }T}{m}}}}
vth を三つの方向それぞれの速度すべての二乗平均平方根をとったものと定義すれば以下のように書ける。
{\displaystyle v_{\mathrm {th} }={\sqrt {\frac {3k_{\mathrm {B} }T}{m}}}}
vth を原子や分子の速度の大きさの平均と定義すれば、以下のように書ける。
{\displaystyle v_{\mathrm {th} }={\sqrt {\frac {8k_{\mathrm {B} }T}{m\pi }}}}
上記のどの定義を採用しても、vth は次の範囲に収まる。
{\displaystyle v_{\mathrm {th} }=(1.6\pm 0.2){\sqrt {\frac {k_{\mathrm {B} }T}{m}}}}

## 一般的な気体の室温における熱運動速度
20 °C (293 K) における一般的な気体の平均熱運動速度は以下のようになる。
| 気体       | 平均熱運動速度（m/s） |
| ---------- | --------------------- |
| 水素       | 1754                  |
| ヘリウム   | 1245                  |
| 水蒸気     | 585                   |
| 窒素       | 470                   |
| 空気       | 464                   |
| アルゴン   | 394                   |
| 二酸化炭素 | 375                   |